# Saint Agnes

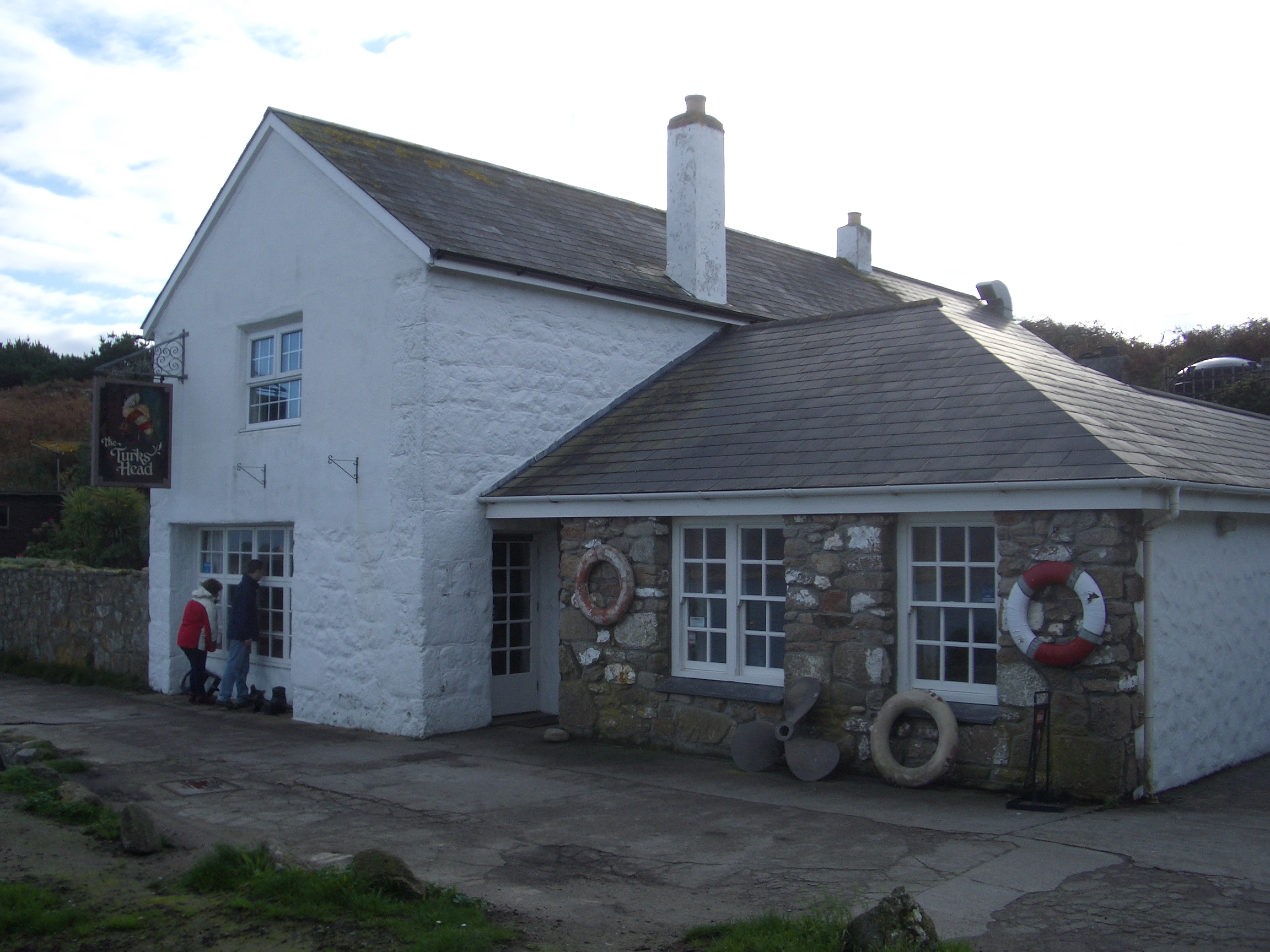
The Turk's Head es el único pub de Saint Agnes.

Saint Agnes (en córnico: Aganas) es la isla poblada más meridional de las islas Sorlingas, un archipiélago del condado inglés de Cornualles, y por eso, también tiene la casa más al sur del archipiélago de las islas británicas. La isla lleva el nombre de Santa Inés, una virgen mártir. 
La población de la isla era de 70 habitantes según el censo de 2001. La isla tiene una localidad que también corresponde al mismo nombre. La única isla con una población más pequeña es Gugh (3 habitantes), que es una península de Saint Agnes durante la marea baja. Las dos tienen un área de 1,48 km², más que la isla más poblada, Bryher (1,32 km²).
La única línea de transbordador enlaza Saint Agnes a la isla más grande del archipiélago, Saint Mary's. El único pub de Saint Agnes se llama The Turk's Head (‘La cabeza del turco’).